# De Staart (Dordrecht)
De Staart is een wijk van de stad Dordrecht, in de Nederlandse provincie Zuid-Holland. Het is de enige wijk van die stad die, oostwaarts van de stad, ten noorden van de rivier Wantij ligt. Omdat het oostelijk gedeelte van het Eiland van Dordrecht op de kaart een uitstekende strook vormt noemt men de wijk De Staart.
Uit oude kadastrale kaarten is op te maken dat de naam “Staart” betrekking heeft op de polder westwaarts van de in de jaren 70 aangelegde N3. Oostwaarts van die snelweg vindt men de buurt Merwedepolder, een naam die afgeleid is van meerdere polders, waaronder: Merwepolder, Smokerpolder en Merwepolder-Oost. Deze behoorden overigens nog tot 1960 tot de gemeente Dubbeldam.
De wijk als geheel ligt op het gebied van de voormalige heerlijkheid Merwede, waar het Huis te Merwede, vroeger een kasteel en tegenwoordig een ruïne, nog aan herinnert. Eind 18e eeuw werd door de Staten van Holland toestemming verleend delen van het gebied te omkaden waarna de hiervoor genoemde polders ontstonden. In het gebied waren tot eind 19e eeuw veel molens te vinden, met name houtzaagmolens.
Het oudste gedeelte van de behuizing (Noorderkwartier) en het industriegebied (Kop van de Staart) is vanaf 1901 opgetrokken, waarna grote uitbreidingen in de jaren dertig en de decennia na de oorlog plaatvonden. Voor de recreatie werden in de dertiger jaren als werkverschaffing het Wantijpark en het Wantijbad aangelegd.
In de nabijheid van de wijk liggen de Merwelanden en de Hollandse Biesbosch, die veel mogelijkheid tot recreatie bieden. In de nabijheid liggen tevens een aantal jachthavens waar ook watersportverenigingen gevestigd zijn, zoals de Koninklijke Dordrechtsche Roei- en Zeilvereniging (KDR&ZV).
Het leefklimaat van met name de oostkant van de wijk is een ambivalente zaak. Sinds 2000 zit de gehele wijk door gemeentelijke toedoen sterk in de lift. Op de Kop van de Staart wordt anno 2020 zelfs een (deel van) een luxe stadswijk gebouwd. De woningen worden duurzaam gebouwd en bieden veel woonplezier en comfort. Een groot deel daarvan - de wijk “Stadswerven” genoemd - is anno 2020 voltooid. Problematisch blijft echter een groot industrieterrein waarop een stortplaats, een vuilverbranding en de chemische fabrieken van DuPont en Chemours staan. Vooral in de jaren zestig en zeventig zorgde dit voor grote problemen met betrekking tot de volksgezondheid. Het bracht de omliggende buurt in een neerwaartse spiraal. Deze problemen zijn anno 2020 niet volledig opgelost. Toxische verontreinigingen als GenX en PFOA’s zorgen in Dordrecht tot ver daarbuiten nog steeds voor veel beroering. In de Merwedepolder was bovendien een gifbelt aanwezig waarop een nieuwbouwwijk werd gebouwd. De ontdekking van industrieel toxisch afval leidde tot een rel die zelfs in landelijk opzicht uniek te noemen is. Onder de Dordtenaren kreeg dit deel van de wijk weldra de bijnaam De Gifwijk. Ruim 100 gezinswoningen werden spoedig na de ontdekking gesloopt en de grond eronder werd, door gedeeltelijke afgraving en afdekking, gesaneerd. De vuilverbranding is daarnaast milieuvriendelijker gaan werken. Met het slopen van de elektriciteitscentrale van het GEB Dordrecht, die ook op het industrieterrein lag, werd de leefbaarheid in de Merwedepolder verder verbeterd. Op de plaats van die centrale staat sinds 2011 de vestiging "Dordrecht Noord" van McDonald's, tegenover de Gevangenis Dordrecht.
De Staart kent een eigen wijkkrant De Staartenaar, met als slagzin "De Staart is het Waard". De Staartenaar verschijnt vijfmaal per jaar.
Eiland van Dordrecht

Wijken en buurten: Binnenstad (Negentiende-eeuwse Schil) ·
Noordflank (Bleyenhoek · Lijnbaan e.o.) ·
Het Reeland (Transvaalbuurt · Land van Valk · Indische buurt · Vogelbuurt · Wantijbuurt) ·
De Staart (Staart-West · Staart-Oost) ·
Oud-Krispijn (Van Gogh-buurt) ·
Nieuw-Krispijn ·
Stadspolders (Vissershoek · Oudelandshoek) ·
Wielwijk ·
Crabbehof (Zuidhoven) ·
Sterrenburg (Sterrenburg I, II, III) ·
Dubbeldam (Oud-Dubbeldam · Dubbeldam-Noord · Dubbeldam-Zuid · 't Vissertje · Klein Dubbeldam · De Hoven)

Industrie: Amstelwijck · Krabbepolder · Louterbloemen · Zeehavenlaan · Industriegebied De Staart

Buitengebied: Kop van 't Land · Tweede Tol · Wieldrecht · Willemsdorp

Verdwenen plaatsen: De Mijl · Groote of Hollandsche Waard